# Laurence Bergreen
Laurence Bergreen (nacido el 4 de febrero de 1950) es un historiador y biógrafo estadounidense. Su obra más reciente es Casanova:The World of a Seductive Genius, publicada por Simon & Schuster en noviembre de 2016.

## Trayectoria
Tras graduarse en la Universidad de Harvard en 1972, Bergreen se dedicó al periodismo, mundo académico y la radiodifusión antes de publicar su primera biografía, James Agee: A Life.
Bergreen ha escrito libros sobre temas históricos, como Voyage to Mars: NASA's Search for Life Beyond Earth, una obra narrativa de la exploración de Marte a cargo de la NASA y Magallanes hasta los confines de la Tierra. Sobre la base de la biografía de Bergreen con título Marco Polo: De Venecia a Xanadu, se ha elaborado una película protagonizada por Matt Damon.
Bergreen ha escrito para The New York Times, Los Angeles Times, The Wall Street Journal, Chicago Tribune, Newsweek y Esquire. Ha impartido enseñanza en la New School for Social Research y ha ejercido de Asistente del Presidente del Museum of Television and Radio en Nueva York. En 1995, ejerció de miembro del jurado para el National Book Awards y en 1991 para el premio PEN/Albrand para obras testimoniales. Un orador frecuente en las principales universidades y simposios y, en ocasiones, a bordo de barcos de crucero, ha servido de historiador destacad para el History Channel.
En 2007, Bergreen fue invitado por la NASA para la denominación de varios rasgos geológicos alrededor del cráter Victoria en Marte, con base en los lugares que Fernando de Magallanes visitó. En 2008, Bergreen fue uno de los oradores principales durante el evento en torno al 50.º aniversario de la organización NASA, que tuvo lugar en Washington D. C.. Su obra más reciente es Casanova: The World of a Seductive Genius.
Bergreen es miembro del PEN American Center, The Explorers Club, el Authors Guild, y del Consejo de Administración de la New York Society Library. Reside en la ciudad de Nueva York.

## Trabajos
El primer libro de Bergreen fue Look Now, Pay Later: The Rise of Network Broadcasting, publicado en 1980.[3] Su biografía, James Agee: A Life, fue nombrado por el New York Times “Notable Book” del 1984. Su libro As Thousands Cheer: The Life of Irving Berlin, vio la luz en 1990. Ganó el Ralph J. Gleason a la mejor obra musical y el premio de la Fundación ASCAP-Deems Taylor. También fue clasificado como uno de los “Notable Book” por el New York Times en el año 1990.
En 1994, publicó Capone: El hombre y la era. Elegido por el Club del Libro del Mes y como “Notable Book” por el New York Times, además de haber sido adquirido por Miramax.[3] En 1997, Bergreen publicó Louis Armstrong: An Extravagant Life, una biografía que recurre a manuscritos no publicados y entrevistas a los compañeros de profesión y amigos de Armstrong. Apareció en las listas de los “Mejores libros de 1997” del San Francisco Chronicle, el Philadelphia Inquirer y el Publishers Weekly.
Bergreen es el autor de Voyage to Mars: NASA’s Search for Life Beyond Earth, una obra narrativa en torno a la exploración de Marte a cargo de la NASA y que fue publicada en noviembre de 2000. Los derechos escénicos fueron adquiridos por TNT.
Su siguiente obra, Magallanes hasta los confines de la Tierra, se publicó en octubre de 2003. Elegido como “Notable Book” del 2003 por el New York Times, también está sirviendo para la filmación de una película.
En octubre de 2007, Bergreen publicó Marco Polo: De Venecia a Xanadu, una biografía del emblemático explorador. Warner Brothers estaba hablando en 2013 de producir una película basada en este libro, protagonizada por Matt Damon y con un guion de William Monahan, que por lo visto, nunca se llegó a realizar.
Su libro del 2011 fue Columbus: The Four Voyages, un superventas del New York Times . Fue seleccionado por el Club del Libro del Mes, el BOMC2, el History Book Club y el Military Book Club y fue elegido en las Reseñas de Libros de la “Selección del editor” de New York Times.
El libro más reciente de Bergreen es Casanova: The World of a Seductive Genius.

## Reconocimientos
As Thousands Cheer: The Life of Irving Berlin
- Notable Book de 1990, por el New York Times
- Premio a la excelencia en periodismo musical de la Fundación ASCAP-Deems Taylor
- Primer puesto del premio Ralph J. Gleason Music Book Award

Capone: El hombre y la era
- Elegido entre los “Notable Books de 1994” por el New York Times

Louis Armstrong: An Extravagant Life
- “Mejores libros del 1997”, de Publishers Weekly
- “Selección del editor de 1997”, de Booklist
- “Mejores libros de 1997” del San Francisco Chronicle
- “Mejores libros de 1997”, del USA Today

Voyage to Mars: NASA's Search for Life Beyond Earth
- Barnesandnoble.com “Mejores Libros de Ciencia y Naturaleza de 2000”

Magallanes hasta los confines de la Tierra
- Éxito superventas de Barnes & Noble
- “Notable Book” del New York Times en 2004
- Obra ominada para el galardón “Audie” en la categoría de mejor grabación de libro testimonial (BBC), 2005

Marco Polo: De Venecia a Xanadu
- "Greatest Adventure Bios Ever Written" del Outside Magazine's – posición n.º 3, noviembre de 2009
- Selección destacada del Club del Libro del Mes en noviembre de 2007
- Selección destacada del Military Book Club
- Selección destacada del History Book Club
- Entre las 10 mejores biografías de 2007 según Booklist